# Joaquim Augusto da Costa Marques
Joaquim Augusto da Costa Marques (Poconé, 07 de junho de 1861 – Cáceres, 02 de dezembro de 1939) foi um advogado e político brasileiro.

## Infância e juventude
Filho de Salvador da Costa Marques e Augusta Nunes Rondon Marques, neta do barão de Poconé. Seu pai foi tenente-coronel da Guarda Nacional, chefe político no Império e proprietário de grandes extensões de terras; sua mãe também descendia de família de fazendeiros. Era proprietário da Usina da Ressaca, que produzia açúcar e aguardente, o engenho de Cáceres. 
Iniciou seus estudos em Poconé e com 12 anos de idade foi para Cuiabá, onde se matriculou no Seminário da Conceição.

## Início da carreira
Em 1882, foi para o Rio de Janeiro para fazer os estudos preparatórios, e em seguida mudou-se para São Paulo, onde se tornou bacharelado em 1891 pela Faculdade de Direito do Largo de São Francisco. Retornou a Mato Grosso, abriu escritório de advocacia e iniciou as atividades profissionais na cidade de Cáceres. 
Foi deputado estadual nos triênios de 1898 a 1900 e 1900 a 1902. No movimento armado de 1899, que opôs Generoso Ponce à família Murtinho, ficou do lado de Ponce. Em 1906, foi eleito deputado federal e assumiu o mandato na Câmara dos Deputados no Rio de Janeiro, então Distrito Federal. Ainda nesse ano participou, junto com Generoso Ponce, do movimento político que derrotou o então presidente do estado Totó Paes. 
Foi reeleito deputado federal em 1909, mas em 1911, já filiado ao Partido Republicano Conservador (PRC), criado pelo senador Antônio Azeredo, de cujo diretório era membro, renunciou ao mandato para assumir a presidência de Mato Grosso, sucedendo a Pedro Celestino Corrêa da Costa.
Empossado em 15 de agosto de 1911, ainda nesse ano criou a Secretaria de Interior, Justiça e Fazenda e a Secretaria de Agricultura, Indústria, Comércio, Viação e Obras Públicas do estado. Foi o primeiro governante republicano a completar integralmente o mandato sem nenhuma interrupção ou afastamento da administração estadual. Transmitiu o governo em 15 de agosto de 1915 a Caetano Manuel de Faria e Albuquerque. Em 1918 voltou a ser eleito deputado federal e exerceu o mandato até dezembro de 1920. Em 1931, foi prefeito da cidade de Cáceres por curto espaço de tempo.